# Kelly Rickon
Kelly Anne Rickon (San Diego, 27 de octubre de 1959) es una deportista estadounidense que compitió en remo como timonel. Participó en los Juegos Olímpicos de Los Ángeles 1984, obteniendo una medalla de plata en la prueba de cuatro scull con timonel.

## Palmarés internacional
| Juegos Olímpicos | Juegos Olímpicos             | Juegos Olímpicos | Juegos Olímpicos         |
| Año              | Lugar                        | Medalla          | Prueba                   |
| ---------------- | ---------------------------- | ---------------- | ------------------------ |
| 1984             | Los Ángeles (Estados Unidos) | Medalla de plata | Cuatro scull con timonel |